# Gyrinus bifarius
Gyrinus bifarius är en skalbaggsart som beskrevs av Henry Clinton Fall. Gyrinus bifarius ingår i släktet Gyrinus och familjen virvelbaggar. Inga underarter finns listade i Catalogue of Life.